# جيفنشي
جيفنشي (بالإنجليزية: Givenchy)‏ هي العلامة التجارية الفرنسية الفاخرة (هوت كوتور)، لتصنيع الملابس، والاكسسوارات، والعطور ومستحضرات التجميل. تأسست دار جيفنشي في عام 1952 من قبل المصمم هوبير دو جيفنشي، وهو عضو في مجلس نقابة الأزياء الراقية والملابس الجاهزة، ويقع مقرها في باريس. وهي تابعة لمجموعة أل في أم أش (LVMH) الفاخرة. من 2 مايو 2017 حتى 10 أبريل 2020، كانت مديرتها الفنية هي كلير وايت كيلر، وهي أول امرأة تشغل هذا المنصب. في 15 يونيو 2020، أعلن جيفنشي أن ماثيو م. ويليامز، سيخلف كلير وايت كيلر في منصب المدير الإبداعي للدار.

## التاريخ

### التأسيس والسنوات الأولى

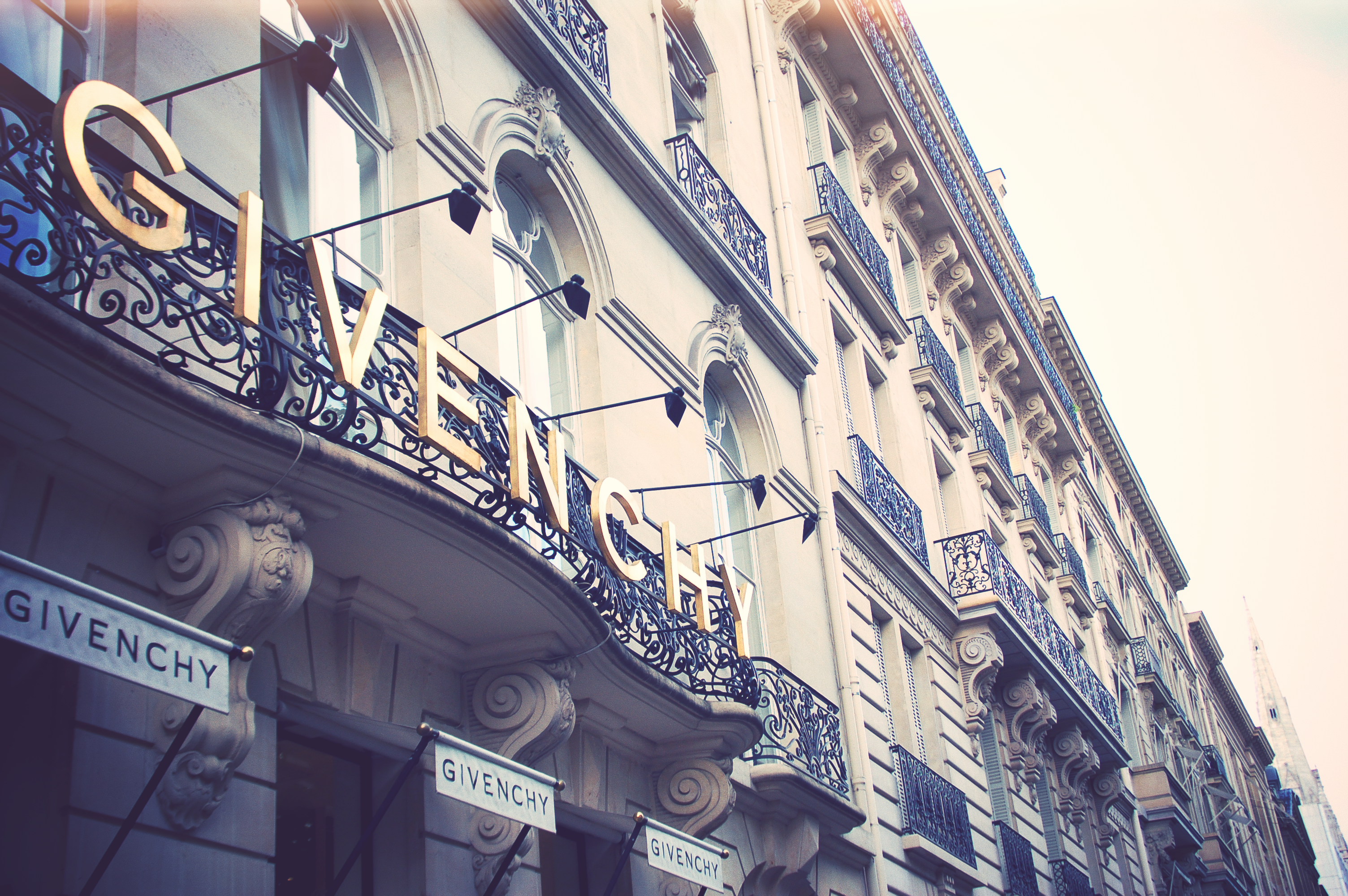
دار جيفنشي

في عام 1952، أسس هوبرت دي جيفنشي وجافاني روبرت دورفي دارهم الفاخرة الخاصة بهم وأطلقوا مجموعة Les Séparables الجديدة، المكونة من بعض التنانير المخروطية والبلوزات المنفوشة المصنوعة من القطن الخام.
حصل جيفنشي على إعجاب من النقاد حيث أشادت مجلة فوغ بـ «مجموعته الأولى الرائعة». تضمنت المجموعة قميص Bettina Blouse الأبيض الذي سمي على شرف بيتينا جراتسياني، والذي تم رسمه بعد ذلك في أحد أعمال رينيه جروو.
نشرت مجلة نيويورك تايمز مقالاً بعنوان "A Star Is Born" ونشر l’Album du Figaro أيضًا أنه «في ليلة واحدة، أصبح هوبرت دي جيفنشي أحد أشهر الأطفال في عالم الموضة بمجموعته الأولى». [بحاجة لمصدر]
أصبحت عارضات الأزياء مثل سوزي باركر ودوريان لي مصدر إلهام للدار.
من حيث الابتكار، استخدم «القميص»، وهو قطن خام مشابه للورق المنقوش، لإنشاء مجموعاته الأنيقة وغير الرسمية.
في عام 1954، قدم هوبرت دي جيفنشي أول فستان من القميص (والذي تطور لاحقًا ليصبح ثوبًا فضفاضا في عام 1957). كان أول مصمم للأزياء الراقية يصمم خطًا فاخرًا للملابس الجاهزة يسمى «جامعة جيفنشي»، والذي تم إنتاجه في باريس باستخدام آلات مستوردة من الولايات المتحدة. قبل أن يتمكن من وضع علامة على هذه المجموعة الجديدة، اشترى هوبرت دي جيفنشي جميع أسهم دار الأزياء الخاصة به من (لويس فونتان Louis Fontaine).

### الخمسينيات: بالنسيـاغا وجيفنشي

فستان قصير وقبعة من جيفنشي ترتديه أودري هيبورن في فيلم عام 1961 " إفطار في تيفاني"

في عام 1956، قدم كل من Cristóbal Balenciaga وHubert de Givenchy مجموعتهما في نيويورك خلال حفل خيري لمساعدة مستشفى أمريكي في باريس.
في عام 1957، قدم House of Balenciaga الفستان الفضفاض لأول مرة. في عام 1958، أطلقت Cristóbal Balenciaga مجموعة Baby Doll، جنبًا إلى جنب مع خط المعاطف Ballon.
انتقل استوديو جيفنشي إلى رقم 3، شارع جورج الخامس في باريس - مقابل Balenciaga - في عام 1959. وفي نفس العام، أعلن جيفنشي وبالينسياغا أن مجموعاتهم الخاصة ستعرض على الصحافة بعد شهر واحد من تقديمها للمشترين، من أجل تجنب أي إملاء.

### 1969-1970: التوسعات
في عام 1969، أطلق هوبرت دي جيفنشي خط أزياءه للرجال، «جنتلمان جيفنشي». تم افتتاح المتجر في نوفمبر في شارع جورج الخامس. قدم هوبرت دي جيفنشي لاحقًا فستانًا قصيرًا.
بناءً على نصيحة Cristóbal Balenciaga، طور جيفنشي تراخيصه في السبعينيات من أجل حماية مجموعات الأزياء الراقية. في عام 1971، صمم مجموعة من المعاطف المطرزة تكريما لجورج براك وجوان ميرو.
خلال هذه الفترة، نوعت «دار جيفنشي» أنشطتها لتصنيع الأحذية، والمجوهرات، وربطات العنق، وأدوات المائدة، والمفروشات، والكيمونو. تم اختيار هوبرت دي جيفنشي لتصميم الديكورات الداخلية لفنادق هيلتون حول العالم، وحتى سيارة (كونتينينتل مارك في Continental Mark V).
في عام 1976، وصلت شركة جيفنشي (المكاتب والمعارض) إلى المركز الخامس في نيويورك.

### 1979-1985: عصر LVMH (مويت هنسي لوي فيتون)

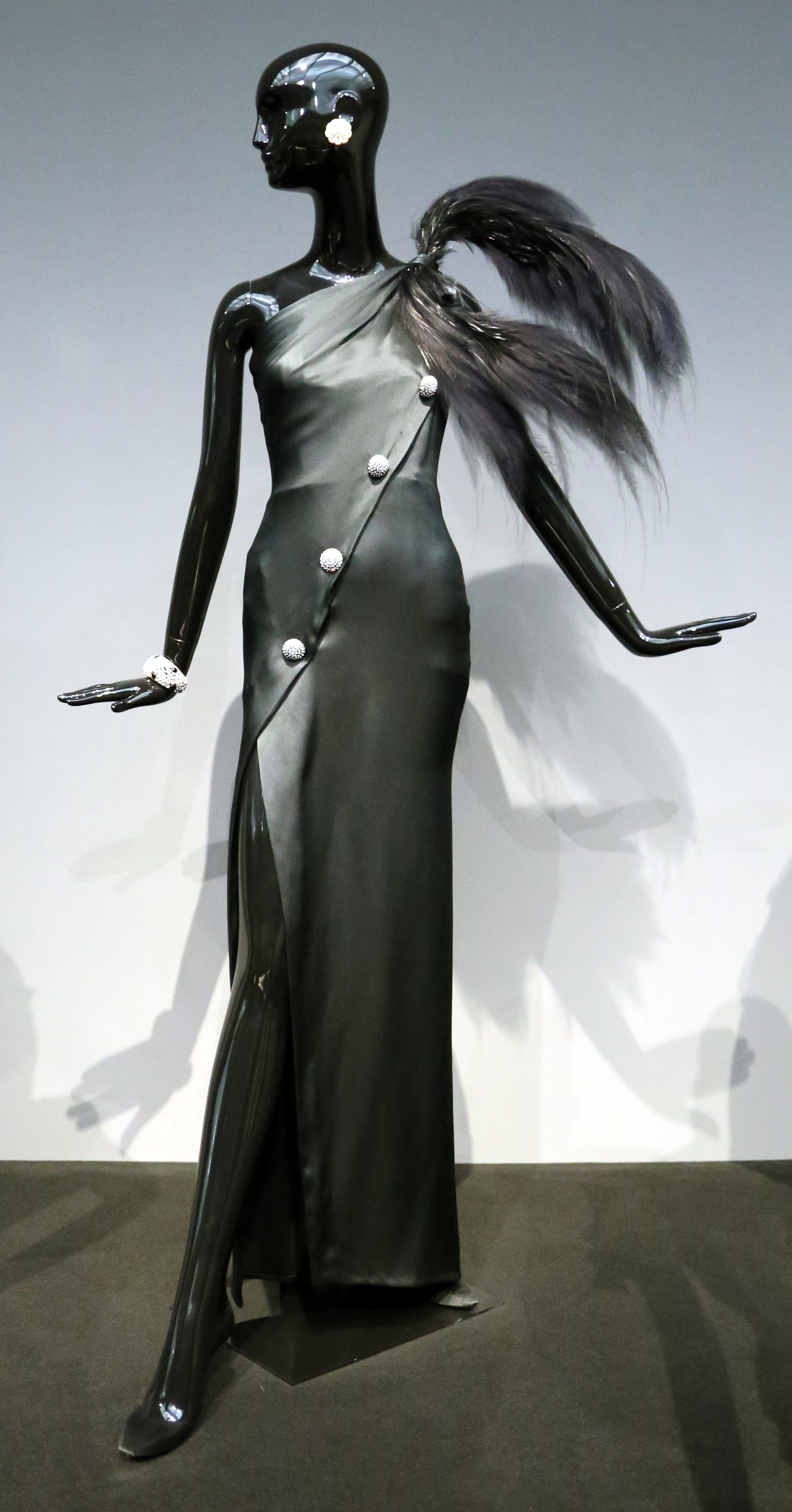
فستان سهرة شتوي في تسعينيات القرن الماضي من تصميم جيفنشي

في وقت لاحق، تم انتخاب هوبرت دي جيفنشي كشخصية عام 1979 والأكثر أناقة في العام من قبل The Best Magazine.
في عام 1982، تم تنظيم معرض استذكاري برئاسة أودري هيبورن من قِبل معهد الموضة للتكنولوجيا في نيويورك.
في العام المقبل، أطلق على هوبرت دي جيفنشي لقب «حاصل على وسام الشرف chevalier de la Légion d’Honneur» وفي عام 1985، منحه جاك لانغ، وزير الثقافة الفرنسي، أوسكار المكرس لفن الأناقة خلال احتفال في دار الأوبرا في باريس.

### رحيل هوبرت دي جيفنشي

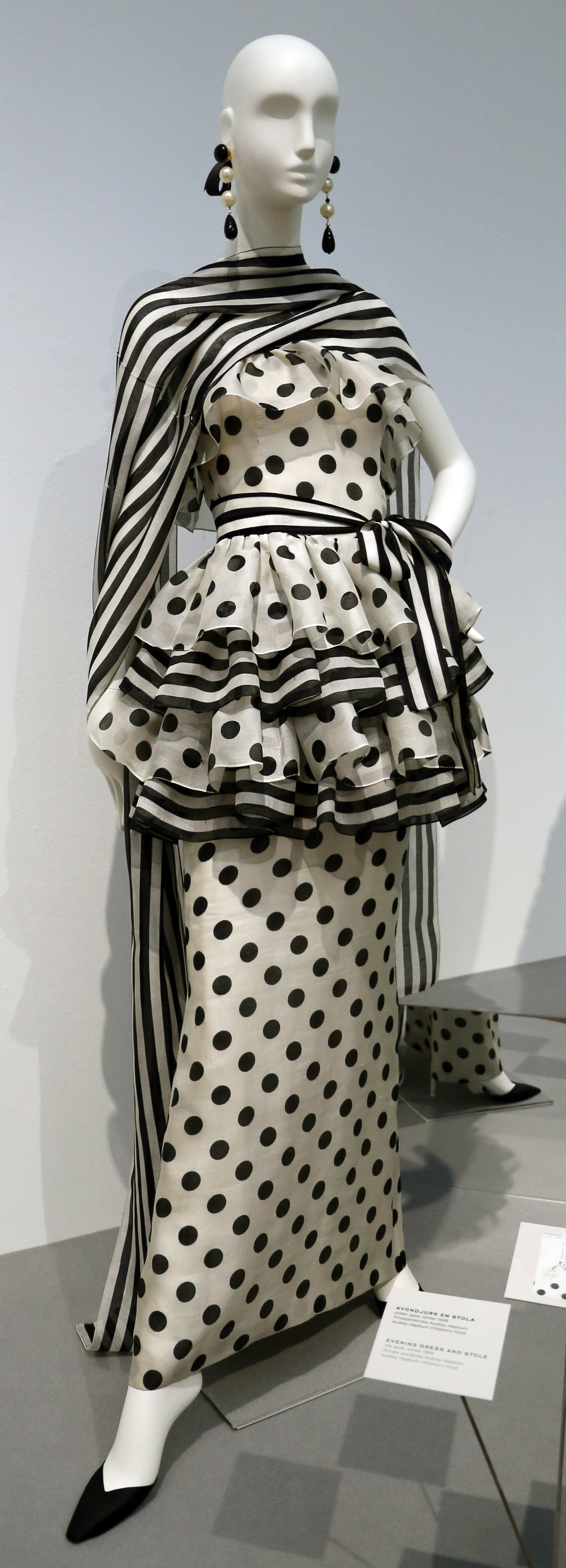
فستان سهرة عام 1988 من جيفنشي

في عام 1988، انضم جيفنشي إلى LVMH Moët Hennessy Louis Vuitton.
في عام 1991، تم الاحتفال بمرور أربعين عامًا على دار الأزياء في قصر جاليرا. ترك هوبرت دي جيفنشي الشركة في عام 1995. وخلفه بعض المبدعين البريطانيين الشباب مثل جون جاليانو وألكسندر ماكوين وجوليان ماكدونالد. من ديسمبر 2003 إلى 2006، تم تعيين القاطع البريطاني أوزوالد بواتينج كمدير فني لقسم الرجال في جيفنشي.

### 1995-2005، ملابس نسائية
خلف جون غاليانو جيفنشي بعد تقاعده ولكن تمت ترقيته بدوره إلى كريستيان ديور بعد أقل من عامين، مما دفع إلى تعيين ألكسندر ماكوين. في عام 2001، تم تعيين المصمم جوليان ماكدونالد مديرًا فنيًا للخطوط النسائية، والتي تتكون من الأزياء الراقية والملابس الجاهزة.

### 2005-2017، ريكاردو تيسكي
تم نقل مقاليد كلتا المجموعتين إلى ريكاردو تيسكي في عام 2005 عندما تم تعيينه مديرًا فنيًا للملابس النسائية. اقترح ريكاردو تيسكي على الدار أسلوبه الخاص وتأثيراته. من خلال تغيير قوانين الدار، يضيف ريكاردو تيسكي بعض اللمسات الرومانسية المظلمة والحسية. بتوسيع اللوحة اللونية للدار، والألوان البراقة، مثل الأزرق الفاتح والأحمر الدامي، والمعدن، والحياة البرية، والمطبوعات الزهرية، يصمم صورة ظلية منظمة ومرتبة ورسومات بيانية.
فيليب فورتوناتو، رئيس العمليات السابق لشركة LVMH Moet Hennessy Vuitton SA - الصين، هو الرئيس الحالي للعمليات في جيفنشي.
تم ارتداء تصاميم جيفنشي من قبل عدد من المشاهير في مناسبات الريد كاربت، بما في ذلك روني مارا في حفل توزيع جوائز الأوسكار لعام 2012. مسؤولة أيضًا عن العمل مع مادونا في تصميم أزياءها لجولتها Sticky & Sweet بالإضافة إلى عرض Super Bowl Halftime لعام 2012.
في عام 2016، أطلق تيسكي تعاونًا في مجال الملابس الرياضية مع نايكي يسمى NikeLab x RT: تم إعادة تعريف التدريب الذي يستهدف الرياضيين الأولمبيين لدورة الألعاب الأولمبية الصيفية لعام 2016 كمستخدمي الصالة الرياضية اليومية.
في فبراير 2017، أعلن ريكاردو تيسكي أنه سيترك جيفنشي بعد اثني عشر عامًا من العمل كمدير إبداعي للعلامات التجارية.

### 2017-2020، كلير وايت كيلر
أعلنت دار جيفنشي House of Givenchy عن تعيين Clare Waight Keller كمديرة فنية، اعتبارًا من 2 مايو 2017. تولت وايت كيلر جميع المسؤوليات الإبداعية، بما في ذلك مجموعات الملابس الجاهزة للنساء والرجال والإكسسوارات، بالإضافة إلى هوت كوتور. ارتدت ميغان ماركل ثوبًا من كلير وايت كيلر في حفل زفافها على الأمير هاري في 19 مايو 2018.
بعد إدارة ثلاثة عروض مشتركة متتالية بنجاح بمساعدة كيلر، أعلنت العلامة التجارية إعادة تقويم مجموعة الملابس الرجالية لموسم خريف / شتاء 2019.
في 10 أبريل 2020، أعلنت كيلر أنها لن تكون المدير الإبداعي للدار.
كانت وايت كيلر أول امرأة تقود جيفنشي منذ تأسيسها في عام 1952. بعد تقاعد مؤسسها هوبرت دي جيفنشي في عام 1995، شهدت الدار بابًا دوارًا للمصممين: جون غاليانو وألكسندر ماكوين وجوليان ماكدونالد. تولى تيسكي العلامة في عام 2005، وأعادها إلى خريطة التصميم بأزياءه الجريئة ذات الألوان القوطية خلال فترة مدتها 12 عامًا.
من بين الإنجازات الرئيسية التي حققتها وايت كيلر، إعادة تصميم الأزياء الراقية إلى منصة العرض. اختار تيسكي العروض التقديمية الثابتة، أو نشرها بين العروض الرجالية - واستمر جيفنشي العلامة التجارية المفضلة لمناسبات ماركل الأنيقة، بما في ذلك رويال أسكوت. كما واصلت زخم العلامة التجارية على السجادة الحمراء.
أعلنت دار جيفنشي وكلير وايت كيلر عن انتهاء تعاونهما في 10 أبريل 2020.

### 2020 إلى الوقت الحاضر، ماثيو م. ويليامز
في 15 يونيو 2020، أعلن دار جيفنشي أن ماثيو م. ويليامز، المؤسس المشارك والمصمم الرئيسي لـ 1017 ALYX 9SM، سيتولى منصب المدير الإبداعي. وسوف يقوم ويليامز بتصميم كل من الملابس الرجالية والنسائية.

## وصلات خارجية
- الموقع الإلكتروني